# Anne Enright
Anne Enright (ur. 11 października 1962 w Dublinie) – irlandzka pisarka. Zdobywczyni Nagrody Bookera w 2007 za powieść Tajemnica rodu Hegartych. W swoich dziełach porusza takie tematy jak miłość, współczesna Irlandia czy zeitgeist.

## Twórczość
- The Portable Virgin (1991)
- The Wig My Father Wore (1995)
- What Are You Like? (2000)
- The Pleasure of Eliza Lynch (2002)
- Making Babies: Stumbling into Motherhood (2004)
- The Gathering (2007) – wyd. pol. Tajemnica rodu Hegartych (2007)
- Taking Pictures (2008)
- The Forgotten Waltz (2011)
- The Green Road (2015)